# Joseph H. Ziegler
Joseph Heinrich Ziegler (* 4. Juli 1928 in Schweinfurt; † 17. September 1988 in Kopenhagen) war ein deutscher Geologe und Paläontologe. Er war Präsident des Bayerischen Geologischen Landesamtes und Honorarprofessor an der Ludwig-Maximilians-Universität München.
Ziegler wurde am Ende des Zweiten Weltkriegs noch eingezogen und geriet in Kriegsgefangenschaft. Ab 1946 besuchte er wieder das Humanistische Gymnasium in Schweinfurt mit dem Abitur 1949. Ab 1950 studierte er Geologie und Paläontologie an der Universität Würzburg und ab 1951 an der Universität München, an der er 1957 bei Richard Dehm in Paläontologie promoviert. Die Dissertation behandelte sandschalige Foraminiferen der Oberkreide aus dem bayerischen Helvetikum. Schon ab 1953 war er Mitarbeiter des Bayerischen Geologischen Landesamts in Mikropaläontologie, wobei er sich besonders mit dem Mesozoikum Nordbayerns befasste. 1965 wurde er stellvertretender Leiter der geologischen Außenstelle der Bundesanstalt für Geowissenschaften in Kabul. 1985 wurde er Präsident der Bayerischen Geologischen Landesanstalt. Er starb auf einer Dienstreise in Kopenhagen an einem Herzanfall.
Er befasste sich mit regionaler Geologie im Chiemgau, so den alten Eisenerzlagerstätten am Kressenberg bei Teisendorf (die in den 1950er Jahren durch Tiefbohrungen erkundet wurden) und mit Quartärgeologie. Von ihm stammen die geologischen Karten 1:25.000 von Weiler im Allgäu und Waging am See und er arbeitete an der in Teisendorf mit.
1985 wurde er Korrespondent der Geologischen Bundesanstalt in Wien und 1988 Honorarprofessor in München.

## Schriften
- Beschreibung einer Foraminiferenfauna aus dem Rhät vom Großen Haßberg (Nordbayern). Bemerkungen zur Stratigraphie und Paläontologie des Rhäts in Franken. In: Geologica Bavarica, 53, 1964, S. 36–62